# Энцен (Айфель)
Энцен (нем. Enzen) — община в Германии, в земле Рейнланд-Пфальц.
Входит в состав района Айфель-Битбург-Прюм. Подчиняется управлению Битбург-Ланд. Население составляет 35 человек (на 31 декабря 2010 года). Занимает площадь 1,71 км².